# Fetch
Pour les articles homonymes, voir Fetch (homonymie).

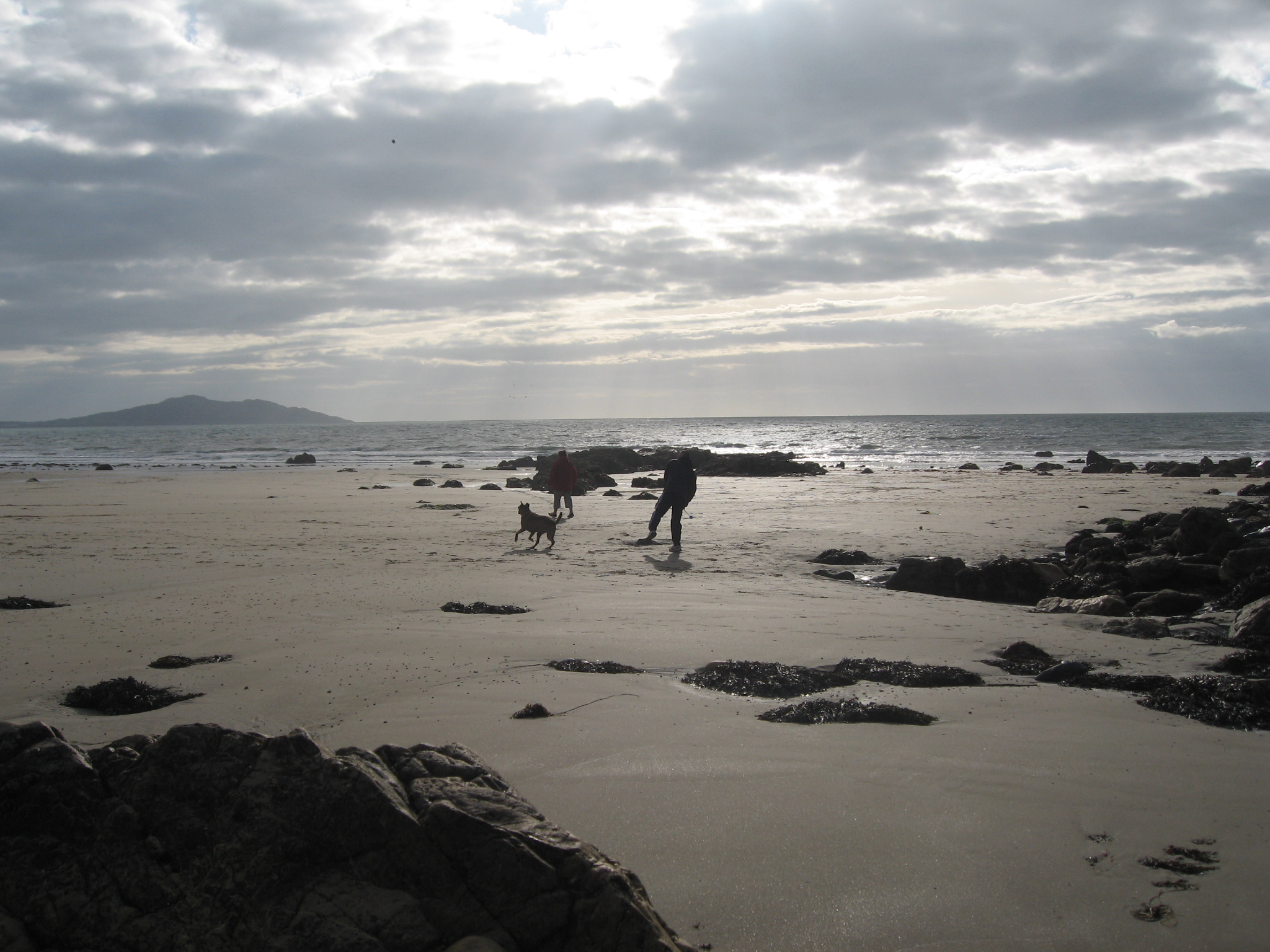
Paysage ouvert sans obstacle au vent en mer

Le fetch (terme anglais signifiant « l'ouvert », « l'étendue d'une baie ») est la distance en mer ou sur un plan d'eau au-dessus de laquelle souffle un vent donné sans rencontrer d'obstacle (une côte) depuis l'endroit où il est créé ou depuis une côte s'il vient de la terre.

## Description
Cette notion permet de comprendre la hauteur des vagues et de la houle à un endroit donné. Toutes choses étant égales par ailleurs, plus le fetch est important plus la hauteur des vagues sera grande. A contrario, à l'abri d'une côte (sous le vent d'une côte), la hauteur des vagues sera très faible, même si le vent est très fort car le fetch y est plus petit.
L'utilisation pratique du fetch pour le calcul de l'état de mer est toutefois assez délicate, car la hauteur des vagues dépend aussi beaucoup de l'angle du vent par rapport à la côte, et de la géométrie de l'aire génératrice. Ainsi, à moins de quelques kilomètres de la côte les vagues peuvent se propager à plus de 60° de la direction du vent, et on peut même observer une mer du vent croisée, avec des trains de vagues courts dans la direction du vent, et des trains de vagues plus longs se propageant le long de la côte. En effet, dès que le vent est oblique par rapport à la côte, les vagues se propageant dans la direction de la côte ont un fetch plus grand et donc plus d'énergie que les vagues se propageant dans la direction du vent.